# 柯特妮·亨格勒
柯特妮·希莉·亨格勒（英語：Courtney Healy Henggeler，1978年12月11日—）是一名美国女演員。她知名於在CBS情景喜剧《生活大爆炸》（2008，2018年）中飾演米茜·庫珀，以及在Netflix武俠喜劇劇情電視劇《眼镜蛇道馆》（2018—2025年）中飾演亞曼達·拉魯索（Amanda LaRusso）。

## 早年生活和教育
亨格勒在1978年12月11日出生於美国新泽西州菲利普斯堡，她在宾夕法尼亚州的波可諾山地區長大直到14歲時父母離異，她跟隨母親搬回了父母家鄉——位於纽约州長島南岸的西福德居住。從西福德高中畢業後，她在紐約州立大學弗雷多尼亞分校攻讀藝術學士學位，但之後因為覺得不適合自己而退學，兩年後她搬到了洛杉矶並在那裡開始接拍一些廣告。

## 職業生涯
亨格勒的叔叔在長島當地的一間人才中介公司工作，而她本來也在那裡擔任接待員，後來公司的總經紀人推介她主演2003年的恐怖B級片《魔咒木乃伊》（The Bog Creatures），從此開始了她的演藝生涯。兩年後的2005年，她在FOX醫療劇《豪斯医生》的一集中客串飾演一位送傳票給主角格瑞利·豪斯（Gregory House，由休·劳瑞飾演）的女性。
2008年，她在CBS情景喜剧《生活大爆炸》的一集中客串飾演男主角谢尔顿·库珀（Sheldon Cooper，由吉姆·帕森斯飾演）的雙胞胎妹妹米茜·庫珀，給該劇的觀眾留下了深刻印象；她在2018年的一集中再次飾演了該角色。2013—2015年，她在CBS的另一部情境喜劇《極品老媽》中飾演常設角色克勞蒂婭（Claudia），克勞蒂婭是主要角色加布瑞爾（Gabriel，由內特·考德瑞飾演）富有且勢利的妻子。
經過多年來在多部電影和電視劇中擔演小角色後，亨格勒終於在2018年時主演了暫時是她演藝生涯裡最知名的角色——Netflix武俠喜劇劇情電視劇《眼镜蛇道馆》的亞曼達·拉魯索（Amanda LaRusso）——並一直飾演該角色至2025年最終季完結為止。《眼鏡蛇道館》是經典電影《小子難纏》系列的後傳影集，亞曼達則是系列主角丹尼爾·拉魯索（由雷夫·馬奇歐飾演）的妻子，《漫画书资源网》的評論家更稱讚亞曼達是“劇中最出色的角色之一”。2020年，她在Lifetime驚悚電視電影《代孕》（The Surrogate）裡擔任編劇和執行監製。2023年，她在佐治·古尼執導的運動传记片《激流少年》中主演男主角艾爾·烏爾布里克森教練（由喬爾·埃哲頓飾演）的妻子海素·烏爾布里克森（Hazel Ulbrickson）。

## 個人生活
2015年10月，亨格勒與監製羅斯·科恩（Ross Kohn）結婚。2017年1月25日，她產下兒子奧斯卡·諾亞（Oscar Noah）。2019年1月，她宣布自己再度懷孕；他們的女兒喬吉·希莉（Georgie Healy）在同年出生。
亨格勒有德語瑞士血統。

## 作品列表

### 電影
| 年份 | 標題           | 標題 | 角色              | 角色   | 附註 |
| 年份 | 譯名           | 原名 | 譯名              | 原名   | 附註 |
| ---- | -------------- | ---- | ----------------- | ------ | ---- |
| 2003 | 《魔咒木乃伊》 |      | 蘇珊·貝思         |        |      |
| 2005 | 不適用         |      | 年輕女子          | 不適用 |      |
| 2011 | 《戀搞好朋友》 |      | 空中服務員        | 不適用 |      |
| 2012 | 不適用         |      | 莎曼珊            |        |      |
| 2014 | 不適用         |      | 柯特妮            |        |      |
| 2017 | 《定式人生》   |      | 瑪麗亞            |        |      |
| 2017 | 《雙生子》     |      | 凱特              |        |      |
| 2018 | 《姐妹行不行》 |      | 希拉蕊            |        |      |
| 2019 | 《VR殺人魔》   |      | 蘿拉              |        |      |
| 2023 | 《激流少年》   |      | 海素·烏爾布里克森 |        |      |

### 電視
| 年份       | 標題             | 標題 | 角色          | 角色 | 附註                                       |
| 年份       | 譯名             | 原名 | 譯名          | 原名 | 附註                                       |
| ---------- | ---------------- | ---- | ------------- | ---- | ------------------------------------------ |
| 2005       | 《豪斯医生》     |      | 送傳票的女性  |      | 單集：“DNR”                                |
| 2008       | 《犯罪心理》     |      | 珍娜          |      | 單集：“The Crossing”；                     |
| 2008，2018 | 《生活大爆炸》   |      | 米茜·庫珀     |      | 2集                                        |
| 2009       | 《新同居時代》   |      | 安娜          |      | 單集：“The Trash 'N Treasures”             |
| 2009       | 《重返犯罪現場》 |      | 天蠍座·辛恩   |      | 單集：“Reunion”                            |
| 2009       | 《愛非偶然》     |      | 丹妮          |      | 單集：“Class”                              |
| 2009       | 不適用           |      | 莫莉          |      | 試播集（未發展成影集）                     |
| 2010       | 《一莢之豆》     |      | 茱莉          |      | 電視電影                                   |
| 2010       | 不適用           |      | 柯特妮        |      | 電視電影                                   |
| 2010       | 不適用           |      | 艾莉莎        |      | 試播集（未發展成影集）                     |
| 2011       | 《工人階層》     |      | 瑞秋          |      | 3集                                        |
| 2011       | 《幸福结局》     |      | 安德莉亞      |      | 單集：“The Quicksand Girlfriend”           |
| 2011       | 《憨管家俏主人》 |      | 碧安卡        |      | 單集：“The Mel Word”                       |
| 2011       | 不適用           |      | 雀兒喜        |      | 試播集（未發展成影集）                     |
| 2013       | 《辣媽全壘打》   |      | 琦莉          |      | 單集：“Night Games”                        |
| 2013       | 《耶誕時光機》   |      | 蘇菲亞        |      | 電視電影                                   |
| 2013—2015  | 《極品老媽》     |      | 克勞蒂婭      |      | 常設演員；5集                              |
| 2014       | 《慾海醫心》     |      | 南希·康拉德   |      | 單集：“Goodwill Stunting”                  |
| 2014       | 《小律師大作為》 |      | 莫莉·泰勒     |      | 單集：“Deep Throat”                        |
| 2014       | 《假亦真》       |      | 羅蘋·布克     |      | 2集                                        |
| 2014       | 《蘿拉的秘密》   |      | 諾拉          |      | 單集：“The Mystery of the Terminal Tenant” |
| 2015       | 《記憶編織者》   |      | 蘇珊·帕克斯   |      | 單集：“The Root of All Evil”               |
| 2016       | 《识骨寻踪》     |      | 珍·李維醫生   |      | 單集：“The Death in the Defense”           |
| 2016       | 《瑪莉與珍妮》   |      | 曼蒂          |      | 單集：“Girl on Gurl”                       |
| 2016       | 《超能小子亨利》 |      | 關            |      | 單集：“Love Muffin”                        |
| 2017       | 《逃跑老爸》     |      | 史黛西        |      | 電視電影                                   |
| 2018       | 《處女情緣》     |      | 莎琪          |      | 單集：“Chapter Seventy-Eight”              |
| 2018       | 《歡樂又滿屋》   |      | 芮妮          |      | 單集：“Driving Mr. Jackson”                |
| 2018—2025  | 《眼镜蛇道馆》   |      | 亞曼達·拉魯索 |      | 主要演員；65集                             |
| 2019       | 《黑暗詩選》     |      | 安娜          |      | 独立单元剧；單集：“Pilgrim”                |

#### 製作
| 年份 | 標題     | 標題 | 季     | 職位 | 職位   | 職位 | 職位 | 職位 | 附註     |
| 年份 | 譯名     | 原名 | 季     | 演員 | 開創者 | 導演 | 編劇 | 監製 | 附註     |
| ---- | -------- | ---- | ------ | ---- | ------ | ---- | ---- | ---- | -------- |
| 2020 | 《代孕》 |      | 不適用 | 否   | 否     | 否   | 是   | 執行 | 電視電影 |

## 外部連結
- 柯特妮·亨格勒在互联网电影资料库（IMDb）上的資料（英文）
- 柯特妮·亨格勒在豆瓣上的资料（简体中文）